# Музей сучасного мистецтва (Чикаго)
Музей сучасного мистецтва Чикаго (англ. Museum of Contemporary Art; скр. MCA) — заснований в 1967 році і є одним з найбільших в світі музеїв, які мають колекцією сучасного мистецтва. Тут зібрані картини, скульптури і відеоматеріали, починаючи з 1945 року. Музей розташовується недалеко від місця, званого Водонапірна вежа, в центрі міста Чикаго в окрузі Кук, штату Іллінойс (США). На нинішньому місці знаходиться з 1996 року. Сучасна будівля музею була побудована за проектом архітектора Йосипа Пола Клейхуеса (рус.) Англ., Проект якого був обраний з більш ніж 200 проектів.

## Колекція музею
Колекція музею містить видатні зразки образотворчого мистецтва, створені в період з 1945 року по теперішній час. Тут представлені твори сюрреалізму, мінімалізму і поп-арту, а також роботи таких сучасних американських художників, як Олександра Колдера, Сінді Шерман, Джефа Кунса, Кари Вокер та інших. Колекція включає в себе 2500 об'єктів сучасного живопису, скульптур, фотографій, інсталяцій та відео. Також тут проводяться постійно різноманітні тематичні виставки.
На території музею розташовані сувенірний і книжковий магазини, 300-місцевий театр, на сцені якого періодично виступають музичні та танцювальні колективи, а також ресторан. Кожну першу п'ятницю місяця вже після закриття музею проводяться шоу, звучить жива музика, подаються закуски і напої для туристів.